# Festival du cinéma russe à Honfleur 2009
Le Festival du cinéma russe à Honfleur 2009, 17e édition du festival, s'est déroulé du 25 au 29 novembre 2009.

## Déroulement et faits marquants
Le film Une guerre (Одна война) de Vera Glagoleva remporte le prix du meilleur film et le prix du public. Le film La Toupie (Волчок) de Vassili Sigarev remporte le prix du meilleur premier film.

## Jury
- Serge Rezvani (président du jury), peintre, graveur et écrivain
- Mei-Chen Chalais (présidente d'honneur), journaliste
- Jacques Charrier, acteur
- Pierre-Henri Deleau, acteur, producteur
- Isabelle Motrot, journaliste, critique
- Marie-Josée Nat, actrice
- Alexandre Thévenet, directeur d'édition

## Sélection

### En compétition
- Conte de l'obscurité (Сказка про темноту) de Nikolay Khomeriki
- Enterrez-moi sous le carrelage (Похороните меня за плинтусом) de Sergueï Snejkine
- Le Miracle (Чудо) d'Alexandre Prochkine
- Petia sur le chemin du Royaume des Cieux (Петя по дороге в Царствие Небесное) de Nikolaï Dostal
- La Salle n° 6 (Палата № 6) de Karen Chakhnazarov
- Tambour battant (Бубен, барабан) d'Alexeï Mizguirev
- Tzar (Царь) de Pavel Lounguine
- Une guerre (Одна война) de Vera Glagoleva

### Premiers films
- La Spécialiste (Специалист) d'Elena Sorokina
- La Toupie (Волчок) de Vassili Sigarev
- Skalolazka et le dernier du septième berceau (Скалолазка и Последний из седьмой колыбели) d'Oleg Chtrom

### Panorama
- L'Evénement (Событие) d'Andreï Echpai jr.
- Ne pense pas aux singes blancs (Не думай про белых обезьян) de Youri Mamine

### Rétrospective: Coopération franco-russe
- La Jalousie des dieux (Зависть богов) de Vladimir Menchov
- L'Inondation (Наводнение) d'Igor Minaiev
- Lénine à Paris (Ленин в Париже) de Sergueï Ioutkevitch
- Un amour de Tchekhov (Сюжет для небольшого рассказа) de Sergueï Ioutkevitch

## Palmarès
- Prix du meilleur film : Une guerre (Одна война) de Vera Glagoleva.
- Prix du meilleur scénario : Enterrez-moi sous le carrelage (Похороните меня за плинтусом) de Sergueï Snejkine.
- Prix du meilleur acteur : Egor Pavlov pour son rôle dans Petia sur le chemin du Royaume des Cieux.
- Prix de la meilleure actrice : Svetlana Krutchkova pour son rôle dans Enterrez-moi sous le carrelage.
- Prix du meilleur premier film : La Toupie (Волчок) de Vassili Sigarev.
- Prix du public : Une guerre (Одна война) de Vera Glagoleva.